# Saison 3 de Nina
Chronologie
Saison 2 Saison 4
Cet article présente le guide des épisodes de la troisième saison de la série télévisée française Nina.

## Distribution

### Acteurs principaux
- Annelise Hesme : Nina Auber, infirmière stagiaire, puis titulaire
- Thomas Jouannet : Dr Costa Antonakis, chef du service de médecine interne, ex-mari de Nina
- Léa Lopez puis Ilona Bachelier : Lily Antonakis
- Nina Mélo : Leonnie « Leo » Bonheur, infirmière
- Grégoire Bonnet : Dr Samuel Proust, médecin interniste, puis chef du service de médecine interne
- Marie Vincent : Nadine Leroy, infirmière en chef du service
- Stéphane Fourreau : Pascal N'Guyen, directeur de l'hôpital
- Socha : Caroline Bergman, chef du service de médecine interne
- Farid Elouardi : Dr Djalil Bensaïd, chef du service de psychiatrie
- Alix Bénézech : Dorothée Ariès, élève infirmière, puis infirmière
- Véronique Viel : Maud, la radiologue
- Muriel Combeau : Gabrielle, infirmière en chef du service
- Ben : Julien Di Maggio, infirmier (épisodes 1 à 9)
- Charline Paul : Clémence, dite La Moufette, interne  (épisodes 3 à 10)

## Épisodes

### Épisode 1: Mauvaises ondes
- France : 18 octobre 2017 sur France 2

- Charles Templon : Jérémy Lopez, un camarade de cours de Nina
- Juliette Meyniac : Catherine Lopez, la mère de Jérémy
- Xavier Mathieu : Abel Lopez, le père de Jérémy
- Julien Drion : Maxime, un camarade de cours de Nina et Jérémy
- Nicole Croisille : Marie-Odile
- Mauricette Gourdon : La voisine de chambre de Marie-Odile

### Épisode 2: Un dernier verre
- France : 18 octobre 2017 sur France 2

- François Bureloup : Gilles Roulier
- Élise Diamant : Élise, l'amie de Gilles Roulier
- Antoine Cholet : Franck Bartel, pompier et agresseur de Nina

### Épisode 3: Forts comme la vie
- France : 25 octobre 2017 sur France 2

- Guillaume Cramoisan : Antonin Cordelier
- Dounia Coesens : Lou Cordelier, la fille d'Antonin
- Philippe Lavil : Stéphane Cordelier, le père d'Antonin et père biologique de Lou
- Lucie Boujenah : Sophie
- Sonia Amori : Tissem, la collègue de Sophie

### Épisode 4: Une étrange absence
- France : 25 octobre 2017 sur France 2

- Anne Girouard : Carole Garcin
- Matthieu Rozé : Xavier Garcin, le mari de Carole
- Camille Aguilar : Julie, la fille de Carole Garcin
- Grégoire Plantade : Théo
- Élisabeth Commelin : Cathy, la grand-mère de Théo
- Sophie Le Tellier : Anne, la mère de Théo

### Épisode 5: Love Song
- France : 2 novembre 2017 sur France 2

- Frédérique Tirmont : Françoise Bonnard
- Christian Rauth : Jean Paget
- Vanessa Demouy : Élodie Machard
- Jérémie Covillault : Patrick, le mari d'Élodie

### Épisode 6: La vie devant eux
- France : 2 novembre 2017 sur France 2

- Victor Boulenger : Elliot
- Lisa Kramarz : Charlotte
- Doudou Masta : Gérard

### Épisode 7: Retour de flammes
- France : 9 novembre 2017 sur France 2

- François Feroleto : Éric
- Henri Bungert : Hugo, le fils d'Éric
- Roxane Bret : Zoé, la fille de Franck Bartel
- Caroline Riou : Rachel, la femme de Franck Bartel
- Antoine Cholet : Franck Bartel, pompier et agresseur de Nina

### Épisode 8: Résonances
- France : 9 novembre 2017 sur France 2

- Gwendoline Hamon : Laure Malakian
- Cédric Chevalme : Jonathan, le mari de Laure Malakian
- Léopold Bara : Aymeric, l'amant de Laure Malakian
- Natacha Krief : Eva

### Épisode 9: Celui qui n'a jamais...
- France : 16 novembre 2017 sur France 2

- Stéphane Freiss : Dr Richard Lacombe
- Sara Mortensen : Clara
- Sophie Bouilloux : Christine

### Épisode 10: Un vol sans retour
- France : 16 novembre 2017 sur France 2

- Régis Vallée : Vincent Kowalski
- Mayriam Berrabah : Irina, la femme de Vincent Kowalski
- Linda Hardy : Sabine Dufresne
- Vincent Primault : Yann, le premier fiancé de Sabine Dufresne
- Nicolas Wanczycki : Martin, le second fiancé de Sabine Dufresne

## Audience en France
| Épisodes | Diffusion         | Nb. téléspectateurs (en moyenne) | Parts de marché | Classements des audiences de la soirée |
| -------- | ----------------- | -------------------------------- | --------------- | -------------------------------------- |
| 1        | 18 octobre 2017   | 3 557 000                        | 14,5 %          | 2e                                     |
| 2        | 18 octobre 2017   | 3 380 000                        | 15 %            | 2e                                     |
| 3        | 25 octobre 2017   | 3 230 000                        | 13,4 %          | 2e                                     |
| 4        | 25 octobre 2017   | 3 290 000                        | 14,8 %          | 2e                                     |
| 5        | 1er novembre 2017 | 3 330 000                        | 13,1 %          | 2e                                     |
| 6        | 1er novembre 2017 | 3 160 000                        | 13,7 %          | 2e                                     |
| 7        | 8 novembre 2017   | 3 660 000                        | 14,5 %          | 2e                                     |
| 8        | 8 novembre 2017   | 3 650 000                        | 16,2 %          | 2e                                     |
| 9        | 15 novembre 2017  | 3 540 000                        | 16,2 %          | 2e                                     |
| 10       | 15 novembre 2017  | 3 610 000                        | 14,5 %          | 2e                                     |

Légende :
- plus hauts chiffres d'audiences
- plus bas chiffres d'audiences